# ウォルター・テニソン・スウィングル
ウォルター・テニソン・スウィングル（Walter Tennyson Swingle、1871年1月8日 - 1952年1月19日）はアメリカ合衆国の農学者、植物学者である。アメリカ農務省などで働き、柑橘類、果樹の品種改良、柑橘類の分類学研究などで知られる。

## 略歴
ペンシルベニア州の Canaan Townshipで生まれた。1873年に家族とカンサス州のマンハッタンに移り農家で育った。学校へ行かず、自宅で学び、エイサ・グレイの図鑑を読んで植物の知識を得た。1885年にカンサス農業大学に入学し、16歳の時に穀物のサビ菌に関する論文を書いた。1888年から1891年まで、カンサス農業試験場で働きながら、1890年にカンサス農業大学を卒業した。1891年に教授のケラーマン（William A. Kellerman）と共著の多くの論文を書いた。
1891年4月末から、ワシントンのアメリカ農務省の、ビヴァリー・トーマス・ギャロウェイがリーダーを務める植物病理学部門で働き始めた。最初は柑橘類の病害に関する仕事であったが、柑橘類そのものに興味を持ち、フロリダで、遺伝学や交配を研究し、いくつもの交配品種を作り上げた。
1895年から1896年までドイツ、ボン大学のエードゥアルト・シュトラースブルガーのもとに留学した。1898年にもライプツィヒ大学に移ったシュトラースブルガーのもとで研究した。
1896年にカンサス農業大学から学位（MS）を得、1899年にナポリで、イチジクやナツメヤシの栽培実験を行った。1900年にはアルジェリアで多数のナツメヤシなどの品種を集め、アリゾナ州のテンペで栽培した。カリフォルニアでのイチジク栽培のために、アルジェリアからの品種と花粉を媒介するハチを導入した。1922年に1896年にカンサス農業大学から博士号を得た。1941年に引退した後はマイアミ大学の顧問などを務めた。
柑橘類の研究のために中国の農業に関する膨大な書籍を集め、現在はマイアミ大学の Walter Tennyson Swingle Collectionとなっている。
ミカン科の植物の属名、Swinglea に命名されている。

## 著作
- "Some Peronosporaceae in the Herbarium of the Division of Vegetable Pathology", Journal of Mycology (ドイツ語), vol. 7, no. 2, pp. 109–130, 1892
- "The Grain Smuts: How they are caused and how to prevent them", USDA Farmer Bulletin (ドイツ語), Washington, vol. 75, 20 Seiten, 8 Illustrationen, 1898
- "A new genus, Fortunella, comprising four species of Kumquat Oranges", Journal of the Washington Academy of Sciences (ドイツ語), vol. 5, 1915
- Textbook of systematic botany (ドイツ語), 1928
- Noteworthy Chinese works on wild and cultivated food plants. Report of the Librarian of Congress for the year 1935 (ドイツ語), Washington, D.C., 1935, pp. 193-206
- "The botany of citrus and its wild relatives of the orange subfamily", H. J. Webber, L. D. Batchelor (Hrsg.): The Citrus Industry i History, Botany, and Breeding (ドイツ語), Berkeley: Univ of California Press, pp. 129-474, 1943